# NGC 3377
NGC 3377 هي مجرة إهليلجية تقع في كوكبة الأسد. وهو عضو في مجموعة M96 وتبعد حوالي 26 مليون سنة ضوئية ويبلغ قطرها حوالي 40,000. الثقب الأسود في قلب NGC 3377. المجرة رفيقة جدا من NGC 3377A. تقدر كتلته 8.0+0.5
−0.6×107 M☉.

## وصلات خارجية
- NGC 3377 على موقع ويكي سكاي: DSS2, SDSS, GALEX, IRAS, Hydrogen α, X-Ray, Astrophoto, Sky Map, Articles and images